# Williams FW16
O FW16/FW16B é o modelo da Williams da temporada de 1994 da Fórmula 1. O FW16 teve como condutores: Ayrton Senna, Damon Hill, David Coulthard e Nigel Mansell e o FW16B: Hill, Coulthard e Mansell a partir do GP da Alemanha até o final do campeonato. A equipe conquistou com o modelo FW16B o Mundial de Construtores.
Essa temporada a Williams estampou em suas carenagens a marca de cigarros Rothmans. 
Foi com o FW16 que Ayrton Senna sofreu seu acidente fatal no GP de San Marino de 1994.
Este modelo não contava com freios ABS, controle de tração e suspensão inteligente, itens que fizeram o modelo de 1993 um dos mais competitivos da temporada. Em 1994, de acordo com o próprio Ayrton Senna, o carro era muito veloz no entanto extremamente difícil de guiar, uma vez que não contava com os itens citados anteriormente (eles foram banidos pela FIA, que alegou que sem os componentes inteligentes no carro a competitividade seria maior) que facilitavam a vida de quem estava dentro do cockpit.

## Galeria

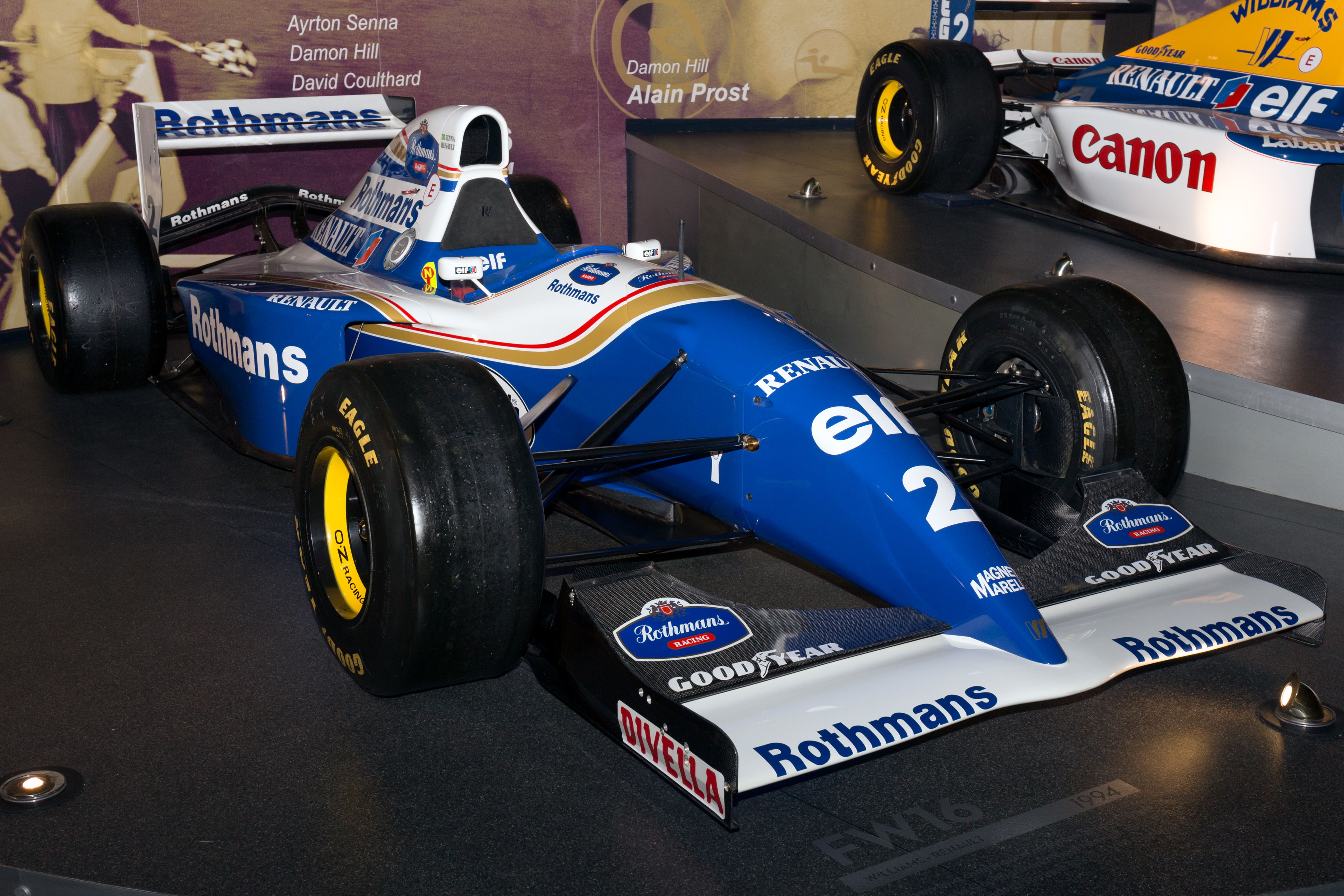
FW16 de Ayrton Senna
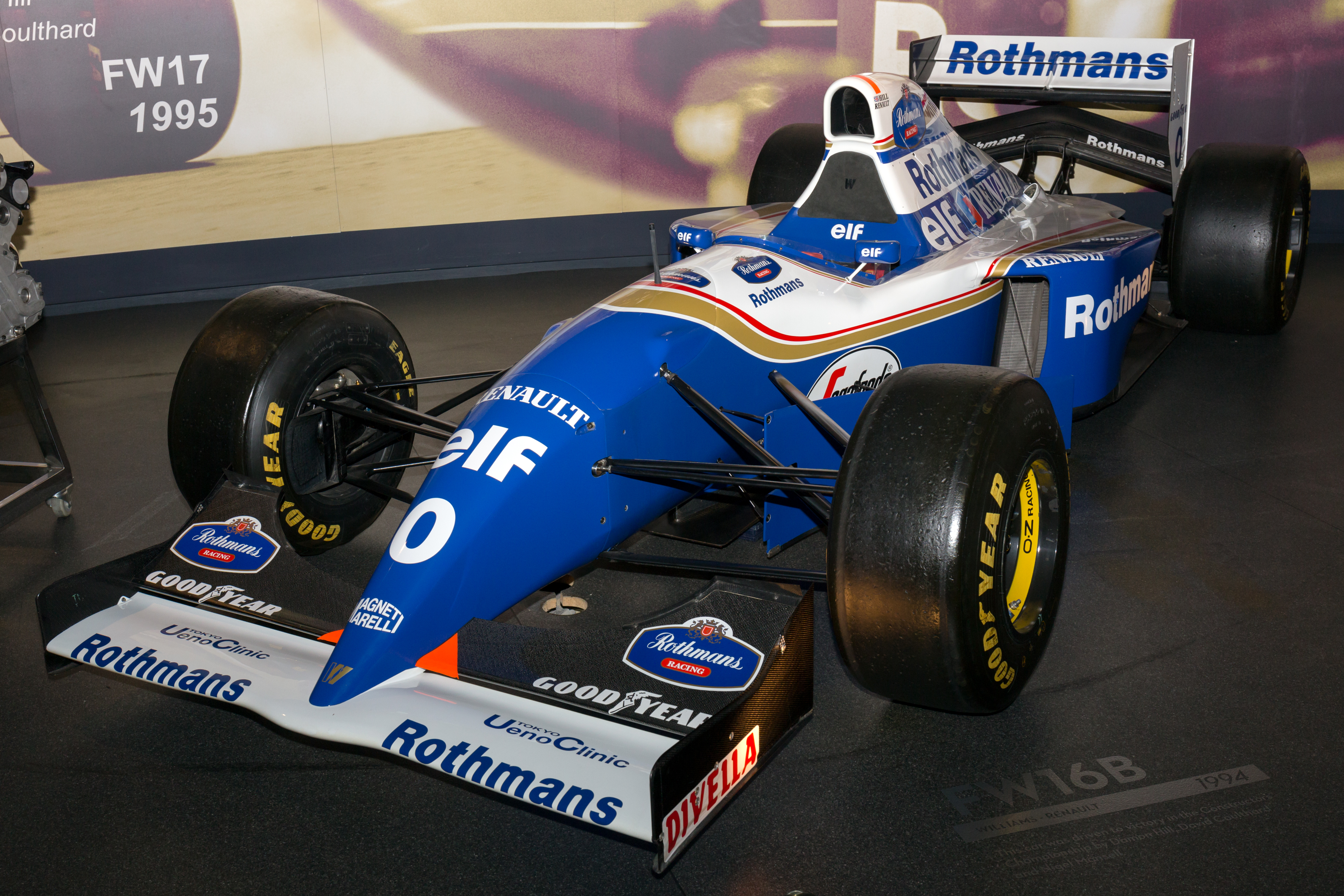
FW16B de Damon Hill

## Resultados[1][2]
(legenda) (em negrito indica pole position e itálico volta mais rápida)
| Ano  | Chassi | Motor           | Pneus | N° | Pilotos         | 1   | 2   | 3   | 4   | 5   | 6   | 7   | 8   | 9   | 10  | 11  | 12  | 13  | 14  | 15  | 16  | Pontos | Posição |  |
| ---- | ------ | --------------- | ----- | -- | --------------- | --- | --- | --- | --- | --- | --- | --- | --- | --- | --- | --- | --- | --- | --- | --- | --- | ------ | ------- |  |
|      |        |                 |       |    |                 |     |     |     |     |     |     |     |     |     |     |     |     |     |     |     |     |        |         |  |
|      |        |                 |       |    |                 | BRA | PAC | SMR | MON | ESP | CAN | FRA | GBR | GER | HUN | BEL | ITA | POR | EUR | JAP | AUS |        |         |  |
| 1994 | FW16   | Renault RS6 V10 | G     | 0  | Damon Hill      | 2   | Ret | 6   | Ret | 1   | 2   | 2   | 1   |     |     |     |     |     |     |     |     | 118*   | 1º      |  |
| 1994 | FW16   | Renault RS6 V10 | G     | 2  | Ayrton Senna    | Ret | Ret | Ret |     |     |     |     |     |     |     |     |     |     |     |     |     | 118*   | 1º      |  |
| 1994 | FW16   | Renault RS6 V10 | G     | 2  | David Coulthard |     |     |     |     | Ret | 5   |     | 5   |     |     |     |     |     |     |     |     | 118*   | 1º      |  |
| 1994 | FW16   | Renault RS6 V10 | G     | 2  | Nigel Mansell   |     |     |     |     |     |     | Ret |     |     |     |     |     |     |     |     |     | 118*   | 1º      |  |
| 1994 | FW16B  | Renault RS6 V10 | G     | 0  | Damon Hill      |     |     |     |     |     |     |     |     | 8   | 2   | 1   | 1   | 1   | 2   | 1   | Ret | 118*   | 1º      |  |
| 1994 | FW16B  | Renault RS6 V10 | G     | 2  | David Coulthard |     |     |     |     |     |     |     |     | Ret | Ret | 4   | 6†  | 2   |     |     |     | 118*   | 1º      |  |
| 1994 | FW16B  | Renault RS6 V10 | G     | 2  | Nigel Mansell   |     |     |     |     |     |     |     |     |     |     |     |     |     | Ret | 4   | 1   | 118*   | 1º      |  |

* Campeão da temporada.
† Completou mais de 90% da distância da corrida.